# Elisabeth Högberg
Elisabeth Högberg (Gävle, 7 de noviembre de 1986) es una deportista sueca que compite en biatlón. Ganó dos medallas en el Campeonato Europeo de Biatlón de 2020, oro en la prueba de velocidad y bronce en persecución.

## Palmarés internacional
| Campeonato Europeo | Campeonato Europeo           | Campeonato Europeo | Campeonato Europeo |
| Año                | Lugar                        | Medalla            | Prueba             |
| ------------------ | ---------------------------- | ------------------ | ------------------ |
| 2020               | Minsk-Raubichi (Bielorrusia) | Medalla de oro     | Velocidad          |
| 2020               | Minsk-Raubichi (Bielorrusia) | Medalla de bronce  | Persecución        |